# Mboma
Mboma ist eine Gemeinde im Département Haut-Nyong in der Region Est (Ostprovinz) von Kamerun. 

## Lage
Mboma liegt etwa 150 Kilometer nordöstlich von Kameruns Hauptstadt Yaoundé.

## Verkehr
Mboma liegt am nordöstlichen Ende der Departementsstraße D31.